# Korenisatie

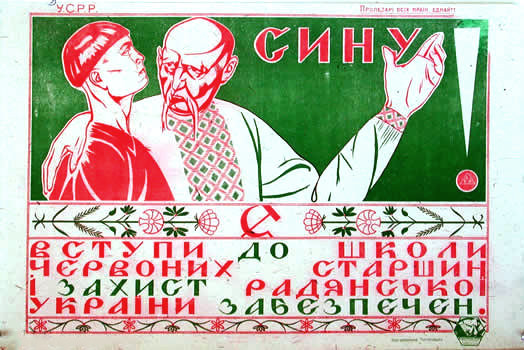
Oekraïnisering was de implementatie van het korenizatsija-beleid in de Oekraïense SSR.
Op deze Sovjet-rekruteringsposter uit 1921 voor militair onderwijs stond het thema Oekraïnisering centraal. De tekst luidt: "Zoon! Schrijf je in voor de School van Rode Commandanten en de verdediging van de Oekraïense Socialistische Sovjetrepubliek zal verzekerd zijn."
De poster maakt gebruik van traditionele Oekraïense beelden en tekst in de Oekraïense taal. De Sovjets organiseerden de School van Rode Commandanten in Charkov om de carrières van het Oekraïense nationale kader in het Rode Leger te promoten.

Korenisatie (Russisch: коренизация, korenizatsija, "worteling, indigenisering") was een beleid in de vroege Sovjet-Unie voor de integratie van niet-Russische nationaliteiten in de regeringen van hun specifieke sovjetrepublieken. In de jaren twintig promootte het beleid vertegenwoordigers van de titulaire natie en hun nationale minderheden naar het lokale bestuur, de bureaucratie en de nomenklatoera van hun sovjetrepublieken. Het belangrijkste idee van de korenisatie was om voor elke nationaliteit communistische kaders te creëren. In het Russisch is de term afgeleid van korennoje naselenije (коренное население, "inheemse bevolking"). Het beleid eindigde halverwege de jaren dertig met een terugkeer naar Russische leidcultuur.
Op politiek en cultureel vlak was het nativiseringsbeleid erop gericht de Russische overheersing en cultuur uit te bannen in sovjetrepublieken waar etnische Russen geen meerderheid vormden. Het beleid werd zelfs geïmplementeerd in gebieden met een grote Russischsprekende bevolking; Zo kregen alle kinderen in de Oekraïense Socialistische Sovjetrepubliek op school les in de Oekraïense taal. Het beleid van   korenisatie vergemakkelijkte de vestiging door de Communistische Partij van de lokale talen in de regering en het onderwijs, in de uitgeverijen, in de cultuur en in het openbare leven. Zo werd het kader van de plaatselijke Communistische Partij gepromoveerd tot elk bestuursniveau, en moesten etnische Russen die in die regeringen werkten de lokale taal en cultuur van de gegeven sovjetrepubliek leren.

## Begin
Het nationaliteitenbeleid werd geformuleerd door de bolsjewistische partij in 1913, vier jaar voordat zij in Rusland aan de macht kwam. Vladimir Lenin stuurde een jonge Jozef Stalin (zelf een Georgiër en dus lid van een etnische minderheid) naar Wenen, een stad die etnisch zeer divers was vanwege zijn status als hoofdstad van het Oostenrijks-Hongaarse rijk. Stalin rapporteerde aan Moskou met zijn ideeën voor het beleid. Het werd samengevat in Stalins pamflet (zijn eerste wetenschappelijke publicatie) Het Marxisme en het nationale vraagstuk (1913). Ironisch genoeg zou Stalin ook de grootste voorstander zijn van de uiteindelijke verbrokkeling ervan en de heropleving van de russificatie.
Geconfronteerd met de massale niet-Russische oppositie tegen zijn regime overtuigde Lenin eind 1919 zijn medewerkers ervan dat hun regering een einde moest maken aan het culturele, administratieve en taalkundige beleid dat zij in de niet-Russische republieken voerde. Zoals aangenomen in 1923, omvatte de   korenisatie onderwijs en bestuur in de taal van de republiek en het bevorderen van niet-Russen tot machtsposities in de regeringen van de republiek en de partij, inclusief een tijdlang de oprichting van een speciale groep sovjets genaamd natssovety (nationaliteitsraden) in hun eigen natsrajony (nationaliteitsregio's), gebaseerd op concentraties van minderheden binnen wat voorheen minderheidsrepublieken waren. In de Oekraïense SSR bestonden er eind jaren twintig bijvoorbeeld zelfs natssovety voor Russen en Esten.
Dit beleid was bedoeld om tientallen jaren van russificatie, of de bevordering van de Russische cultuur en taal in etnisch niet-Russische gebieden, die tijdens het keizerrijk hadden plaatsgevonden, gedeeltelijk ongedaan te maken. Het won veel voorheen anti-bolsjewistische niet-Russen in het hele land voor zich, maar veroorzaakte ook vijandigheid onder sommige Russen en gerussificeerde niet-Russen in niet-Russische republieken.
In de jaren twintig was de samenleving nog steeds niet "socialistisch". Er was vijandigheid tegenover de Russen, en van de kant van de Russen tegenover andere nationaliteiten, maar ook conflicten en rivaliteit tussen de verschillende nationaliteiten. 

## Tegen het Groot-Russische chauvinisme
In 1923 identificeerde Stalin op het 12e partijcongres twee bedreigingen voor het succes van het "nationaliteitenbeleid" van de partij: het chauvinisme van de grote macht (velikoderzjavny sjovinizm; grootstaatchauvinisme) en het lokale nationalisme. Hij beschreef de eerste echter als het grotere gevaar:
[De] Groot-Russische chauvinistische geest, die steeds sterker wordt dankzij de Nieuwe Economische Politiek, ... [vindt] uitdrukking in een arrogant minachtende en harteloze bureaucratische houding van de kant van Russische Sovjetfunctionarissen ten opzichte van de behoeften en eisen van de nationale republieken. De multinationale Sovjetstaat kan pas werkelijk duurzaam worden, en de samenwerking tussen de volkeren daarin werkelijk broederlijk, als deze overblijfselen krachtig en onherroepelijk worden uitgeroeid uit de praktijk van onze staatsinstellingen. Daarom is de eerste onmiddellijke taak van onze partij het krachtig bestrijden van de overblijfselen van het Groot-Russische chauvinisme.
Het grootste gevaar, het Groot-Russische chauvinisme, moest door de Russen zelf onder controle worden gehouden, ter wille van het grotere doel van het opbouwen van het socialisme. Binnen de (minderheids)nationaliteitsgebieden moesten nieuwe instellingen worden georganiseerd die de staat overal een nationaal (minderheids)karakter geven, gebaseerd op het gebruik van de nationaliteitstalen in de regering en het onderwijs, en op de rekrutering en promotie van leiders uit de minderheidsgroepen. Op centraal niveau moesten de nationaliteiten vertegenwoordigd zijn in de Raad van de Nationaliteiten.

## Oprichting van socialistische naties
Het belangrijkste idee van de   korenisatie was om voor elke nationaliteit communistische kaders te creëren. Tegen het midden van de jaren dertig groeide het percentage lokale bevolking in zowel de partij- als de staatsdienst aanzienlijk. 
De beginperiode van de   korenisatie ging samen met de ontwikkeling van nationaal-territoriale bestuurlijke eenheden en nationale culturen. Dit laatste kwam vooral tot uiting op het gebied van taalconstructie en onderwijs. Voor een aantal van de kleine nationaliteiten in Rusland die geen literaire taal kenden, hielp een "Comité van het Noorden" bij het creëren van alfabetten, zodat de nationale talen op scholen konden worden onderwezen en de mensen konden lezen en schrijven in hun moedertaal. De minderheden zouden daardoor van de achtergeblevenheid naar de moderne wereld worden gebracht. In de zeer grote Oekraïense Sovjetrepubliek leidde het Oekraïniseringsprogramma tot een diepgaande verschuiving van de onderwijstaal op scholen naar het Oekraïens.
In 1930 verklaarde Stalin op het 16e Partijcongres dat de opbouw van het socialisme een periode van bloei van nationale culturen was. Het uiteindelijke doel zou zijn om samen te smelten tot één internationale cultuur met een gemeenschappelijke taal. Ondertussen was het eerste vijfjarenplan in 1928-1931 een periode van radicalisme, utopisme en geweld in een sfeer van "culturele revolutie". Het Russische culturele erfgoed werd aangevallen, kerken werden gesloten en gesloopt, oude specialisten werden ontslagen en wetenschap en kunst werden geproletariseerd. 
De tactieken van de bolsjewieken in hun strijd om nationalistische aspiraties te neutraliseren leidden begin jaren dertig tot politieke resultaten. De oude structuur van het Russische Rijk was vernietigd en er was een hiërarchische federale staatsstructuur gecreëerd, gebaseerd op het nationaliteitenprincipe. De structuur bestond uit op nationaliteit gebaseerde staten waarin op scholen en in het lokale bestuur nationaliteitsculturen tot bloei kwamen en nationaliteitstalen werden gesproken en gebruikt. De overgang was reëel en niet louter een gecamoufleerd gecentraliseerd Russisch imperium. 
Op het 17e partijcongres in 1934 werd uitgeroepen dat het leggen van de materiële basis voor een socialistische samenleving was geslaagd. De Sovjet-Unie werd voor het eerst een officieel socialistische samenleving in 1936 toen de nieuwe grondwet werd aangenomen. De nieuwe grondwet stelde dat de vele socialistische naties op vrijwillige basis waren omgevormd tot een harmonieuze unie. Volgens de nieuwe grondwet waren er 11 socialistische sovjetrepublieken, 22 autonome republieken, negen autonome oblasten en negen nationale districten. Tegelijkertijd was het bestuur nu sterk gecentraliseerd. Alle republieken waren nu ingezet om één gemeenschappelijke socialistische staat te dienen. 

## Einde van de korenizatsija

### Zuiveringen van het nationale kader
In de periode tussen 1933 en 1938 werd de korenisatie niet daadwerkelijk ingetrokken, maar de bepalingen ervan werden alleen niet meer gehandhaafd. Er kwamen zuiveringen van de leiders van de nationale republieken en territoria. De aanklacht tegen de niet-Russen was dat zij nationale conflicten hadden veroorzaakt en de Russen of andere minderheden in de republieken hadden onderdrukt. In 1937 verkondigde de Sovjetregering dat lokale elites ingehuurde buitenlandse agenten waren geworden en dat hun doel het uiteenvallen van de Sovjet-Unie en het herstel van het kapitalisme was geworden. Het regime vond het tijd om ervoor te zorgen dat de Russen een eerlijke behandeling kregen. De nationale leiders van de republieken en de autonomieën werden massaal gezuiverd. 

### Terugkeer van de russificatie
Tegen het midden van de jaren dertig, met zuiveringen in sommige nationale gebieden, nam het beleid van de   korenisatie een nieuwe wending. Tegen het einde van de jaren dertig begon het beleid van het bevorderen van lokale talen in evenwicht te worden gebracht door een grotere, hoewel misschien niet openlijke, russificatie. Tegen die tijd merkten de minderheden dat hun nationale aspiraties eerder werd aangewakkerd dan bevredigd door de korenizatsija. Er waren aanwijzingen dat dit interetnisch geweld aanmoedigde in een mate dat de territoriale integriteit van de Sovjet-Unie in gevaar zou komen. Bovendien hadden veel etnische Russen een hekel aan de geïnstitutionaliseerde en kunstmatige "omgekeerde discriminatie" waar niet-Russen van profiteerden, en beschouwden ze hen als ondankbaar en manipulatief. Een andere zorg was dat de meest westelijke minderheden van de Sovjet-Unie, waaronder Wit-Russen, Oekraïners, Polen, Finnen en anderen, steeds meer gezien werden als kwetsbaar voor invloed van over de grens, als een "vijfde colonne" voor expansionistische staten die Sovjetgrondgebied probeerden te verwerven dat door hun eigen etnische groep werd bewoond. Voorheen waren zij met bewuste welwillendheid behandeld om propagandawaarde te bieden aan leden van hun etnische groepen in buurlanden van de Sovjet-Unie ten behoeve van mogelijke toekomstige nationale de eenwording via territoriale expansie van de Sovjet-Unie. Het vasthouden van de massa aan de nationale identiteit in plaats van aan de klassenidentiteit was in de Russische Sovjetrepubliek net zo sterk als in andere republieken en regio"s. 
Bovendien leek Stalin vastbesloten om het aantal officieel erkende nationaliteiten sterk te verminderen door de officiële lijst van nationaliteiten uit de volkstelling van 1939 te verkleinen, vergeleken met de volkstelling van 1926. De ontwikkeling van zogenaamde "nationale scholen" (национальные школы) waarin de talen van minderheidsnationaliteiten de belangrijkste onderwijsmedia waren, werd voortgezet, waardoor geletterdheid en universeel onderwijs in veel nationale minderheidstalen werden verspreid, terwijl Russisch als verplicht studievak werd onderwezen. De term   korenisatie raakte in de tweede helft van de jaren dertig buiten gebruik en werd vervangen door meer bureaucratische uitdrukkingen, zoals "selectie en plaatsing van nationale kaders" (подбор и расстановка национальных кадров).
Vanaf 1937 begon de centrale pers de Russische taal en de Russische cultuur te prijzen. Er werden massacampagnes georganiseerd om de "vijanden van het volk" aan de kaak te stellen. "Bourgeois-nationalisten" waren nieuwe vijanden van het Russische volk die de Russische taal hadden onderdrukt. Het beleid van inheemsheid werd verlaten. In de daaropvolgende jaren werd de Russische taal een verplicht vak op alle Sovjetscholen. 
Ook het Russische nationalisme van vóór de revolutie werd gerehabiliteerd. Veel van de helden uit de Russische geschiedenis werden opnieuw ter verheerlijking toegeëigend. Het Russische volk werd de "oudere broer" van de "socialistische familie van naties". Er ontstond een nieuw soort patriottisme, Sovjetpatriottisme, waarbij het nationale voortbestaan voorrang kreeg boven ideologische conflicten tussen communisten en fascisten. 
In 1938 werd Russisch een verplicht studievak op alle niet-Russische scholen. Over het algemeen weerspiegelde de culturele en taalkundige russificatie de algemene centralisatie die door Stalin werd opgelegd. Het Cyrillisch schrift werd ingevoerd voor een aantal Sovjettalen, waaronder de talen van Centraal-Azië die eind jaren twintig Latijnse alfabetten hadden gekregen ter vervanging van de Arabische. 